# Fabio Álvarez
Fabio Enrique Álvarez (Córdoba, 23 gennaio 1993) è un calciatore argentino, attaccante svincolato.

## Caratteristiche tecniche
È una seconda punta.

## Carriera
È cresciuto nelle giovanili del Talleres (C).

## Palmarès

### Club

#### Competizioni nazionali
- Torneo Federal A: 1

Talleres (C): 2012-2013